# هادی برگی‌زر
هادی برگی‌زر (زاده ۲۷ مارس ۱۹۷۰) بازیکن سابق و سرمربی فوتبال ایرانی اهل گنبد کاووس است.
هادی برگی زر از مفاخر فوتبال مشهد بازیکن سابق ابومسلم خراسان بوده است که سابقه سرمربیگری در ابومسلم ، سیاجامگان، اتکا تبریز، شهرداری تبریز ، شیرین فراز کرمانشاه و... بوده است . 
برگی زر در سمت مدیریتی سابقه مدیرعاملی باشگاه پدیده خراسان را در کارنامه خود دارد.